# PTT Spor Kulübü 2023-2024 (pallavolo femminile)
Questa voce raccoglie le informazioni riguardanti il PTT Spor Kulübü nelle competizioni ufficiali della stagione 2023-2024.

## Stagione
Il PTT Spor Kulübü non utilizza alcuna denominazione sponsorizzata nella stagione 2023-24.
Si classifica al tredicesimo posto in Sultanlar Ligi, retrocedendo in divisione cadetta, mentre in Coppa di Turchia non va oltre la fase a gironi.

## Organigramma societario
Area direttiva
- Presidente: Ali İhsan Karaca

Area tecnica
- Allenatore: Tolga Ateş
- Allenatore in seconda: Ali Gönencan
- Scoutman: Onur Coşkun

## Rosa
| N° | Nome             | Ruolo | Data di nascita   | Nazionalità sportiva |
| -- | ---------------- | ----- | ----------------- | -------------------- |
| 1  | Hümay Topaloğlu  | S     | 3 agosto 1996     | Turchia              |
| 3  | Sara Carić       | O     | 1º febbraio 2001  | Serbia               |
| 4  | Özlem Tuğral     | P     | 21 ottobre 2001   | Turchia              |
| 5  | Özlem Güven      | L     | 1º ottobre 1997   | Turchia              |
| 6  | Marta Levinska   | O     | 6 settembre 2001  | Lettonia             |
| 7  | Miao Yiwen       | S     | 26 luglio 2000    | Cina                 |
| 10 | Merve Tanyel     | S     | 6 febbraio 1996   | Turchia              |
| 11 | Merve Çepni      | C     | 19 agosto 1996    | Turchia              |
| 12 | Hande Şimşek     | C     | 4 luglio 1995     | Turchia              |
| 13 | Slađana Mirković | P     | 7 ottobre 1995    | Serbia               |
| 14 | Maja Savić       | C     | 14 agosto 1993    | Serbia               |
| 15 | Payton Caffrey   | S     | 1º settembre 1998 | Stati Uniti          |
| 16 | Yasemin Özel     | O     | 13 maggio 1998    | Turchia              |
| 18 | Kübra Kegan      | P     | 18 luglio 1995    | Turchia              |
| 19 | Elif Yavuz       | C     | 7 novembre 2000   | Turchia              |
| 35 | Nehir Kurtulan   | L     | 6 febbraio 2000   | Turchia              |

## Statistiche

### Statistiche di squadra
| Competizione     | Punti | In casa | In casa | In casa | In trasferta | In trasferta | In trasferta | Totale | Totale | Totale |
| Competizione     | Punti | G       | V       | P       | G            | V            | P            | G      | V      | P      |
| ---------------- | ----- | ------- | ------- | ------- | ------------ | ------------ | ------------ | ------ | ------ | ------ |
| Sultanlar Ligi   | 20    | 13      | 4       | 9       | 13           | 2            | 11           | 26     | 6      | 20     |
| Coppa di Turchia | 0     | -       | -       | -       | -            | -            | -            | 2      | 0      | 2      |
| Totale           | -     | 13      | 4       | 9       | 13           | 2            | 11           | 28     | 6      | 22     |

G = partite giocate; V = partite vinte; P = partite perse

### Statistiche dei giocatori
| Giocatrice   | Campionato | Campionato | Campionato | Campionato | Campionato | Coppa di Turchia | Coppa di Turchia | Coppa di Turchia | Coppa di Turchia | Coppa di Turchia | Totale | Totale | Totale | Totale | Totale |
| Giocatrice   | P          | PT         | AV         | MV         | BV         | P                | PT               | AV               | MV               | BV               | P      | PT     | AV     | MV     | BV     |
| ------------ | ---------- | ---------- | ---------- | ---------- | ---------- | ---------------- | ---------------- | ---------------- | ---------------- | ---------------- | ------ | ------ | ------ | ------ | ------ |
| P. Caffrey   | 24         | 278        | 243        | 25         | 10         | 2                | 14               | 13               | 0                | 1                | 26     | 292    | 256    | 25     | 11     |
| S. Carić     | 13         | 104        | 97         | 6          | 1          | -                | -                | -                | -                | -                | 13     | 104    | 97     | 6      | 1      |
| M. Çepni     | 24         | 87         | 47         | 30         | 10         | 2                | 4                | 2                | 1                | 1                | 26     | 91     | 49     | 31     | 11     |
| Ö. Güven     | 26         | 0          | 0          | 0          | 0          | 2                | 0                | 0                | 0                | 0                | 28     | 0      | 0      | 0      | 0      |
| K. Kegan     | 2          | 0          | 0          | 0          | 0          | 1                | 0                | 0                | 0                | 0                | 3      | 0      | 0      | 0      | 0      |
| N. Kurtulan  | 18         | 0          | 0          | 0          | 0          | 1                | 0                | 0                | 0                | 0                | 19     | 0      | 0      | 0      | 0      |
| M. Levinska  | 13         | 73         | 61         | 4          | 8          | -                | -                | -                | -                | -                | 13     | 73     | 61     | 4      | 8      |
| Miao Y.      | 8          | 69         | 55         | 11         | 3          | -                | -                | -                | -                | -                | 8      | 69     | 55     | 11     | 3      |
| S. Mirković  | 26         | 79         | 55         | 7          | 17         | 2                | 8                | 5                | 2                | 1                | 28     | 87     | 60     | 9      | 18     |
| Y. Özel      | 26         | 303        | 273        | 20         | 10         | 2                | 31               | 30               | 1                | 0                | 28     | 334    | 303    | 21     | 10     |
| M. Savić     | 17         | 99         | 62         | 27         | 10         | 2                | 14               | 11               | 3                | 0                | 19     | 113    | 73     | 30     | 10     |
| H. Şimşek    | 21         | 79         | 40         | 24         | 15         | 1                | 0                | 0                | 0                | 0                | 22     | 79     | 40     | 24     | 15     |
| M. Tanyel    | 21         | 114        | 98         | 9          | 7          | 2                | 11               | 10               | 1                | 0                | 23     | 125    | 108    | 10     | 7      |
| H. Topaloğlu | 24         | 100        | 78         | 15         | 7          | 2                | 7                | 7                | 0                | 0                | 26     | 107    | 85     | 15     | 7      |
| Ö. Tuğral    | 19         | 4          | 1          | 2          | 1          | 0                | 0                | 0                | 0                | 0                | 19     | 4      | 1      | 2      | 1      |
| E. Yavuz     | 21         | 37         | 20         | 13         | 4          | -                | -                | -                | -                | -                | 21     | 37     | 20     | 13     | 4      |

P = presenze; PT = punti totali; AV = attacchi vincenti; MV = muri vincenti; BV = battute vincenti